# Henrik de Hielmstjerne
Henrik de Hielmstjerne (ur. 1 stycznia 1715 w Kopenhadze, zm. 18 lipca 1780)
Jego ojciec Niels Henriksen był radcą prawnym (justitsråd) w Kopenhadze. Henrik de Hjelmstjerne rozpoczął studia w roku  1732. W roku 1738 został sekretarzem  Tyske Kancelli, w 1744 asesorem. Od roku 1777 tajny radca (geheimeråd), Był bibliofilem, bogate zbiory po nim zwane były: "hjelmstjernske-rosenkronske bogsamling".